# Jardín botánico Marimurtra
El Jardín Botánico Marimurtra (en catalán: Jardí Botànic Marimurtra), está considerado el mejor jardín botánico mediterráneo de Europa[cita requerida] con unas 16 hectáreas de extensión. Situado en el municipio de Blanes, provincia de Gerona, en la comunidad de Cataluña, España. 
Se encuentra situado en la montaña y posee unas impresionantes vistas sobre el mar Mediterráneo. Su nombre viene por el intento de combinar estos varios ecosistemas existentes en el mismo jardín.
Es miembro de BGCI y de la Asociación Ibero-Macaronésica de Jardines Botánicos. Su código de identificación internacional como institución botánica así como de su herbario es BLAN.

## Localización

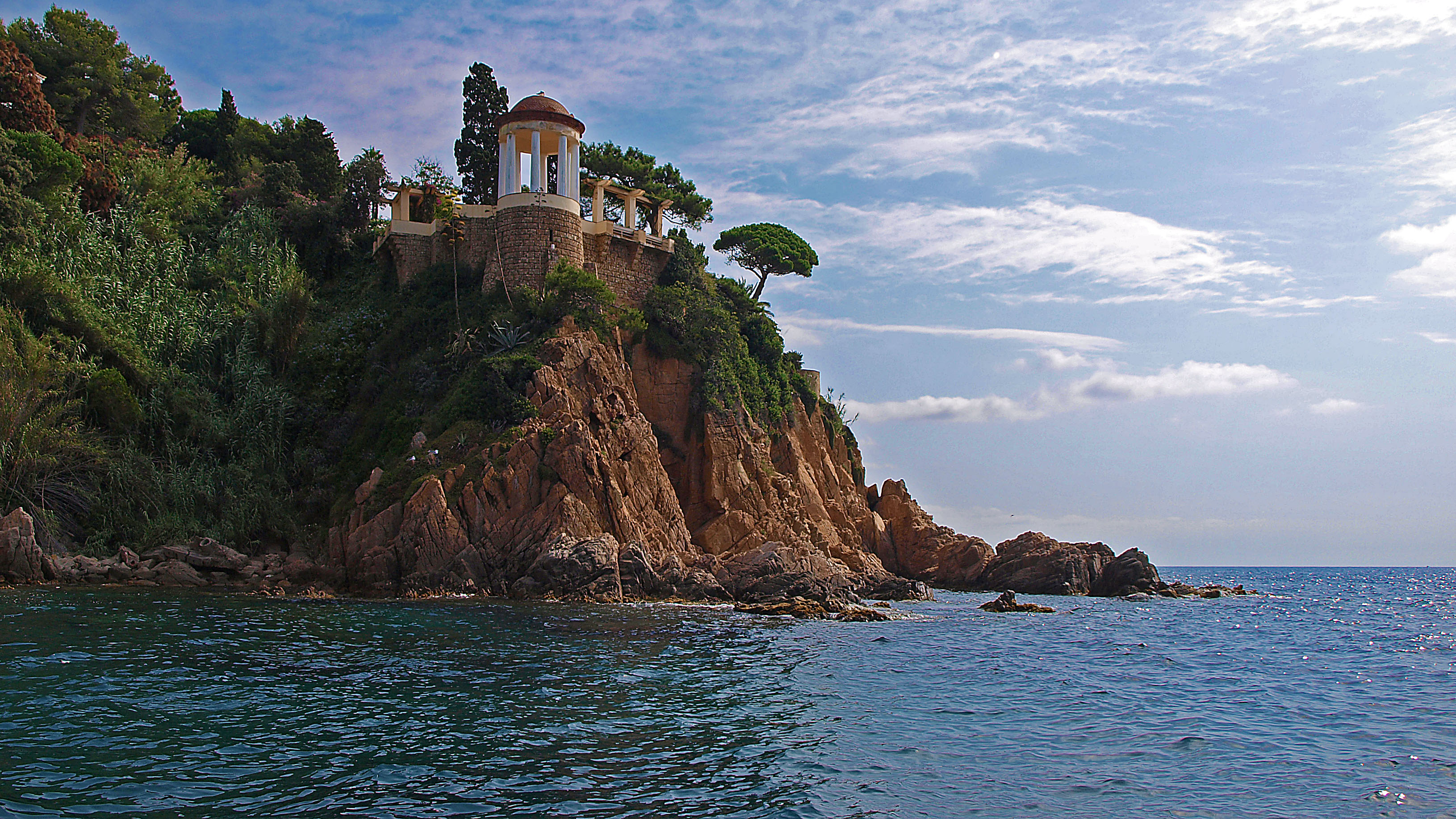
El Jardín desde el mar

En la comarca de La Selva, en la Provincia de Gerona, perteneciente al municipio de Blanes, se encuentra en las afueras, en la montaña en terreno muy escarpado y parte del jardín da al acantilado sobre el Mediterráneo, lo que le proporciona unas panorámicas inolvidables sobre el mar.
Entrada previo pago de admisión.

## Historia
Los terrenos, de unas 16 hectáreas fueron una adquisición de su fundador Karl Faust. Dedicado al mundo empresarial, desde joven conserva la afición naturalista que le lleva a comprar terrenos en Blanes a partir de 1918. 
Al cumplir 50 años, en 1924, deja sus ocupaciones directivas y se dedica plenamente a la formación del jardín botánico.
La Fundación Carl Faust, creada en 1951, tiene la administración del Jardín.

## Colecciones
El jardín alberga unas 4000 especies vegetales con la finalidad de su estudio, la enseñanza y la investigación botánica, lo que junto a su presentación presenta unos valores estéticos y paisajísticos añadidos. 
Los recintos abiertos al público totalizan unas 5 hectáreas. 

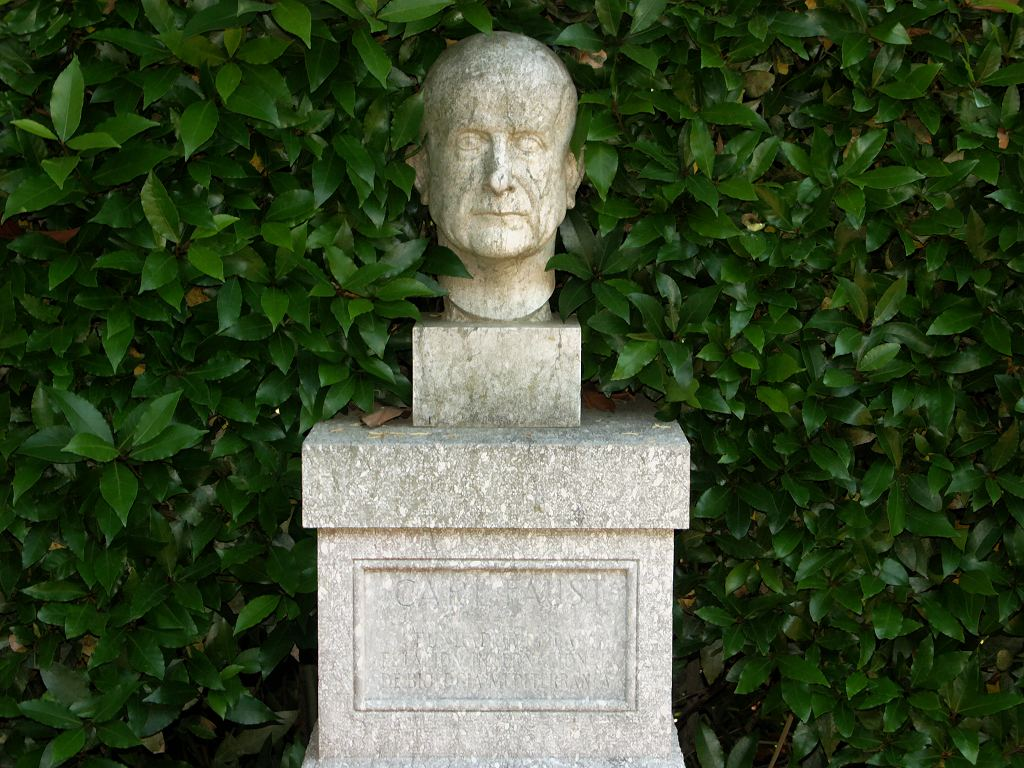
Busto de Carl Faust, fundador de Marimurtra.

Las plantas se encuentran agrupadas en distintas secciones:
- Cactáceas y plantas crasas procedentes de las regiones áridas de África del Sur y Centroamérica.
- Plantas subtropicales de grandes dimensiones: palmeras, araucarias, cycas .. que le dan un carácter de gran exuberancia.
- Estanques con colecciones de plantas acuáticas.
- Plantas exóticas
- Plantas medicinales
- Plantas aromáticas
- Colección de Helechos presentes en las montañas de la comunidad de Cataluña.

## Equipamientos
El jardín botánico de Marimurtra ostenta la condición de Estación Internacional de Biología Mediterránea, y tiene unas instalaciones apropiadas para las investigaciones que aquí se llevan a cabo.
- Herbario
- Biblioteca especializada
- Invernadero
- Campos de experimentación
- Estación meteorológica.
- Laboratorio de investigación
- Banco de Germoplasma

## Galería de imágenes

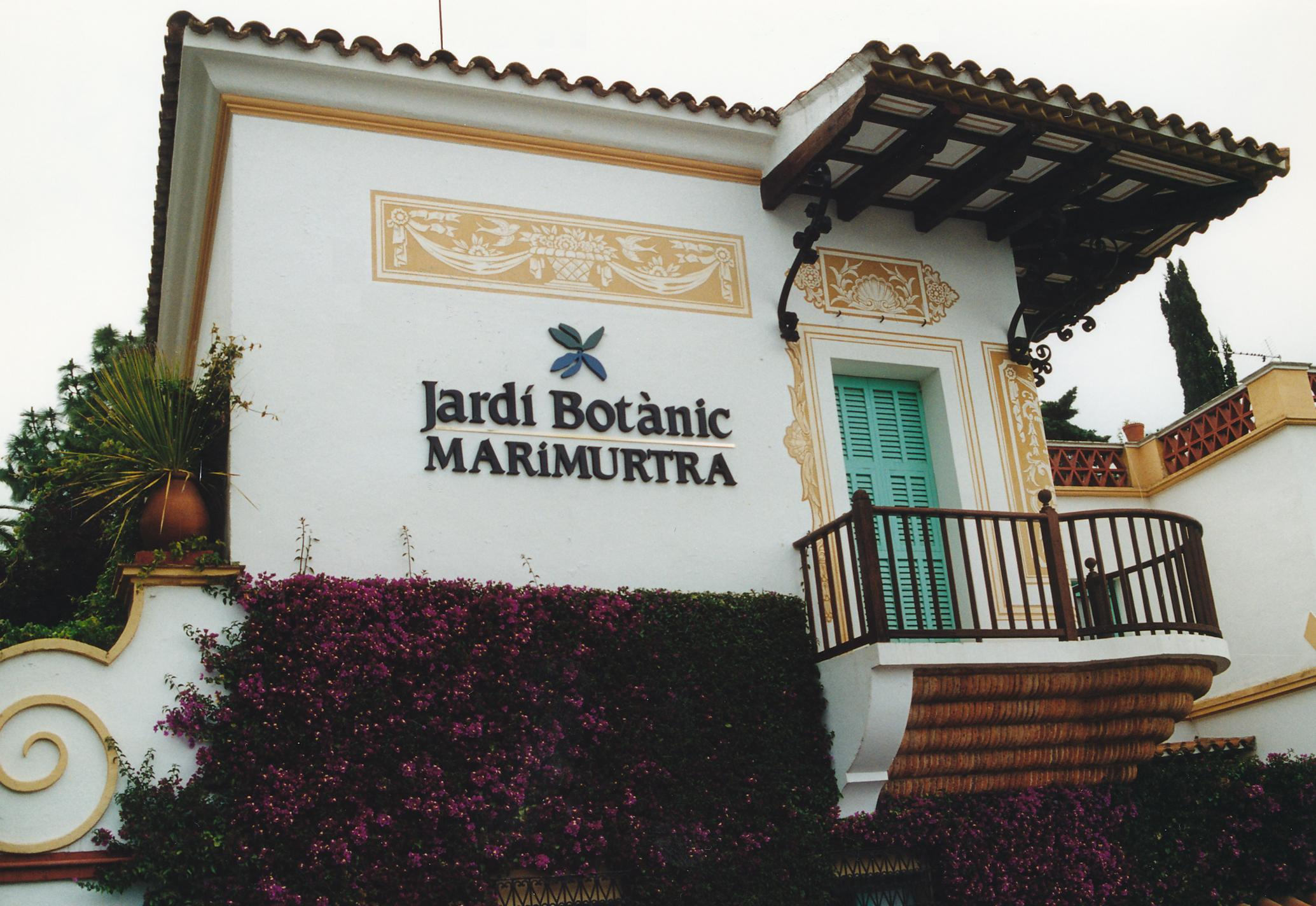
Edificio de la entrada
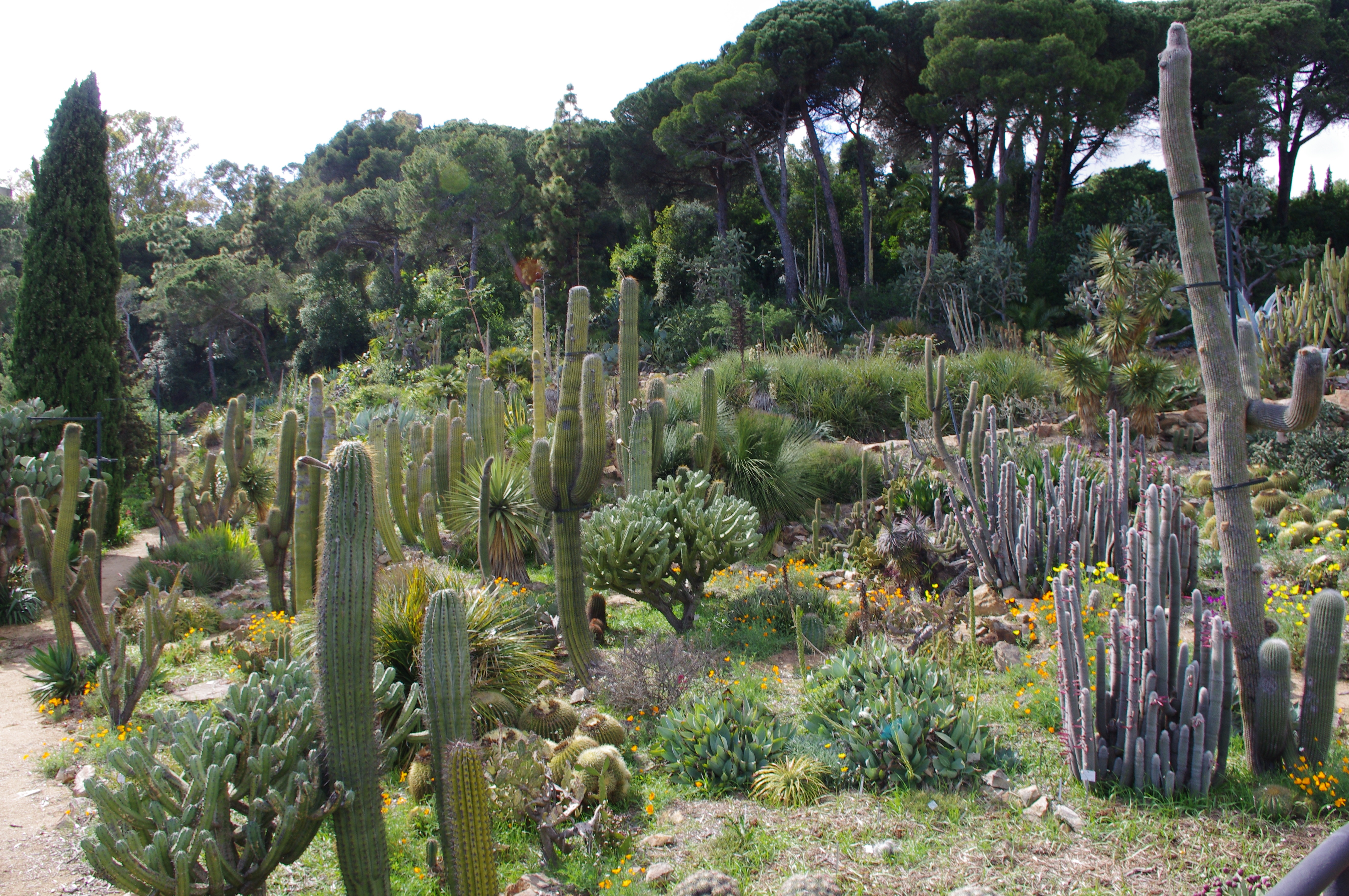
Cactus del jardín
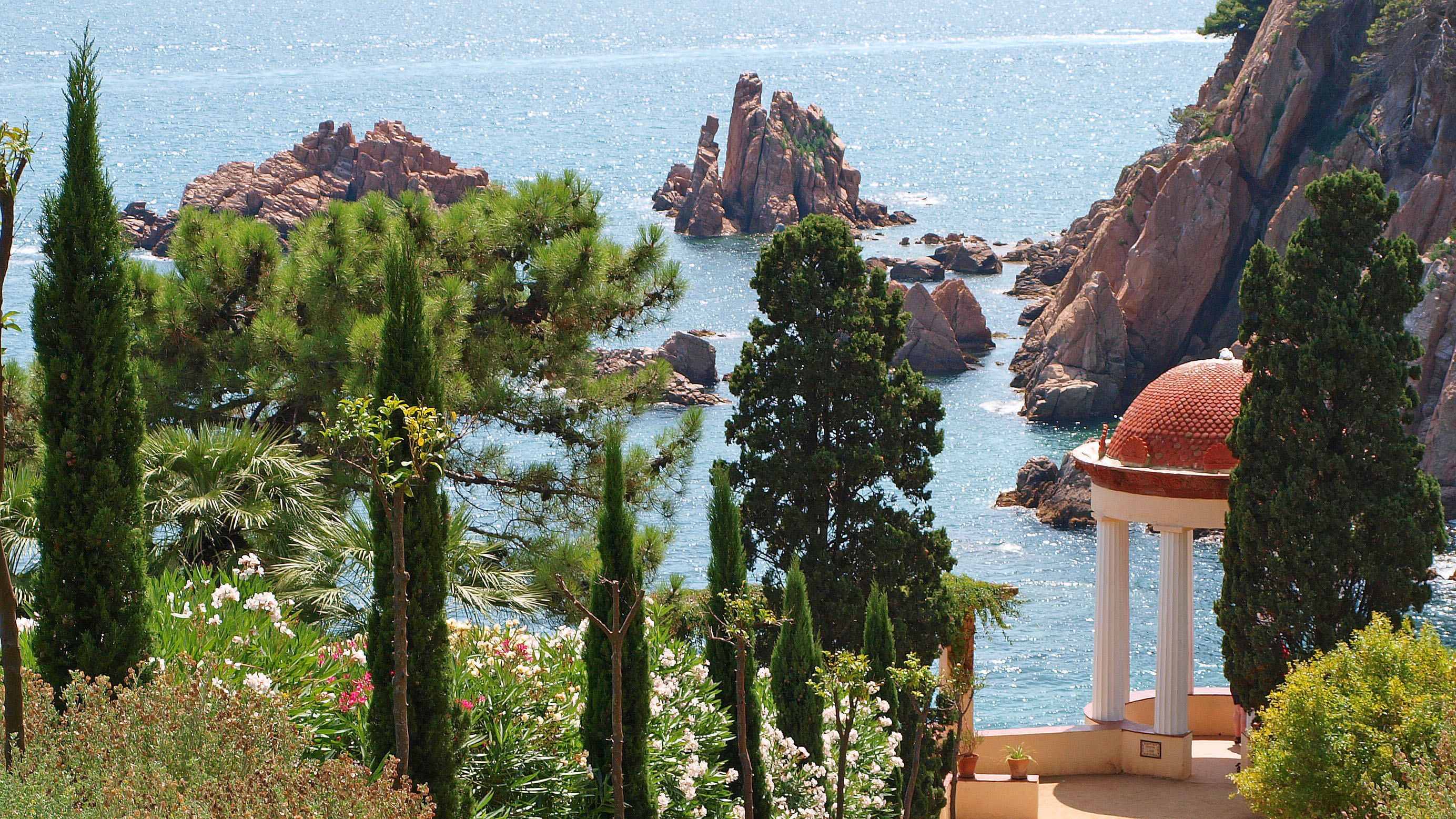
El mar desde el jardín
- Vídeo del jardín